# Jessica Davenport
Pour les articles homonymes, voir Davenport.
Jessica Davenport, née le 24 juin 1985 à Colombus (Ohio), est une joueuse américaine professionnelle de basket-ball jouant au poste de pivot, reconnue pour ses aptitudes au rebond comme au contre.

## Biographie
Davenport joue pour l'Independence High School de Columbus, où elle est nommée WBCA All-American
. Elle participe en 2003 au WBCA High School All-America Game (en), où elle score huit points.
Avec les Buckeyes, surnom de l'équipe de l'Université d'État de l'Ohio, elle remporte trois fois (2005-2006-2007) le titre de la Big Ten Conference, est trois fois WBCA/Kodak and Associated Press All-American, et trois fois Big Ten Player of the Year, trois fois finaliste du Wade Trophy - trophée récompensant la meilleure joueuse universitaire de l'année - et deux fois finaliste du John Wooden Award - trophée récompensant les meilleurs joueurs universitaires, hommes et femmes. C'est la seule joueuse de l'histoire de la conférence à cumuler 2 000 points, 1 000 rebonds et 300 contres lors de son cursus. Avec 384 contres, elle établit un nouveau record de la conférence et se classe septième de l'histoire de la NCAA.
Deuxième choix de la draft WNBA 2007 par les Silver Stars de San Antonio, mais ceux-ci la transfèrent immédiatement au Liberty de New York contre Becky Hammon et un second tour de draft 2008. Elle est respectée pour sa présence physique au poste. En 2009, elle n'est pas conservée, mais est engagée par le Fever de l'Indiana pour suppléer Yolanda Griffith, blessée. Elle y développe son temps de jeu année après année.
Elle joue aussi à l'étranger, d'abord en France à Challes-les-Eaux (16,1 points en championnat et 15,1 en Eurocoupe) en 2007-2008, puis en Turquie à Tarsus Belediyesi (12,7 points) l'année suivante. En 2009-2010, elle rejoint le championnat chinois à Harbin city. En 2012-2013, elle joue pour le club turc d'Istanbul Universitesi, mais doit quitter le club en février 2013 pour cause de blessure après deux rencontres avec 13,5 points et 6,0 rebonds de moyenne en championnat.

## Sélections nationales
Jessica Davenport représente les États-Unis (7 victoires) en 2005 au Mondial universitaires d'Izmir, dont elle est la troisième scoreuse. Alors qu'elle évolue encore en NCAA avec Ohio state en 2006, puis les deux saisons suivantes, où elle évolue désormais en WNBA, elle est membre de l'équipe nationale américaine.
Elle prend ainsi part en 2006 à l'Opals World Challenge avec 4 victoires pour un seul revers, en finale contre les Australiennes. L'année suivante, elle participe à des tournois en Italie et en Australie (4 victoires et 2 victoires), mais elle n'est pas retenue dans la sélection finale qui dispute les jeux olympiques de Pékin.

## Palmarès
- avec USA Basketball au Mondial universitaires 2005